# Alsóbajom
Alsóbajom (románul: Boian, németül: Bonnesdorf, szászul Bonnesdref) falu Romániában, Szeben megyében.

## Fekvése
Medgyestől 20 km-re északnyugatra, a két Küküllő közti vízválasztó aljában fekszik.

## Története
Az Ördögároknak nevezett helyen késő bronzkori leleteket tártak fel. A római korból egy Mithrász-oltár maradt fenn, amely bikaáldozatot ábrázol.
A falu első írásos említése 1309-ből maradt fenn, villa Boneti néven. Nevének további változatai: villa Bonetis (1332), Bayun (1344), Bayon (1452), Also Bayon (1547), Boján (1733), Alsó Bajom (1760–62), Bujum de dzsosz, Unter Bassen és Unter Bossern (1808), Bonisdorf és Boneschdorf (1839), Bunesdorf (1854). Neve személynévi eredetű (ld. Biharnagybajom, Bajánsenye). Küküllő vármegyei szász jobbágyfalu volt. Hunyadi Mátyás 1489-ben, a küküllővári uradalom részeként III. István moldvai fejedelemnek adta hűbérbirtokul. 1529-ben, ugyancsak a küküllővári uradalommal Petru Rareș moldvai fejedelemé lett. A 18. században részben Bethlen Miklós is birtokolta. Görögkatolikus egyházközsége 1780-ban szerveződött. 1876-tól Kis-Küküllő vármegye hosszúaszói, 1878-tól Dicsőszentmártoni járásához tartozott. Uradalmát 1895-ben az Erdélyi Római Katolikus Státus vásárolta meg az Esterházy családtól. 1909-ben nagyközséggé nyilvánították.
1850-ben 1432 lakosából 1001 román, 328 német, 88 roma és 15 magyar nemzetiségű; 986 görögkatolikus, 328 evangélikus, 88 ortodox, 18 római katolikus és 12 református vallású volt.
2002-ben 1557 lakosából 1156 volt román, 383 cigány és 12 magyar nemzetiségű; 1468 ortodox és 47 görögkatolikus vallású.

## Látnivalók
- A lutheránus templom 1404-ben épült csarnoktemplomként; eredetileg a hajóból és a kórusból állt. 1506-ban a templomot erődítették, emeletet húzva a kórus felé. A hajó gótikus boltíve 1518-as dátumot visel. A kórus északi falán 15. századi falfesmény nyomai láthatók. A templomot körbevevő várfal a 16. század második feléből származik. A 15. századi régi oltár a Brukenthal Múzeumban található, a jelenlegi oltárt Michael Zillmann készítette 1772-ben és a medgyesi Stephan Adolf Valepagi festette. A harangtornyot, amely egyben az erődítmény bejárata is, Moldva címere díszíti. A nagyharang 1477-ben készült, felirata O REX GLORIAE VENI CUM PACEM, az 1644-es kis harang felirata VERBUM DOMINI MANET IN ETERNUM. A templomot 1766-ban, 1825-ben és 1968-ban újították fel.
- Falumúzeum.

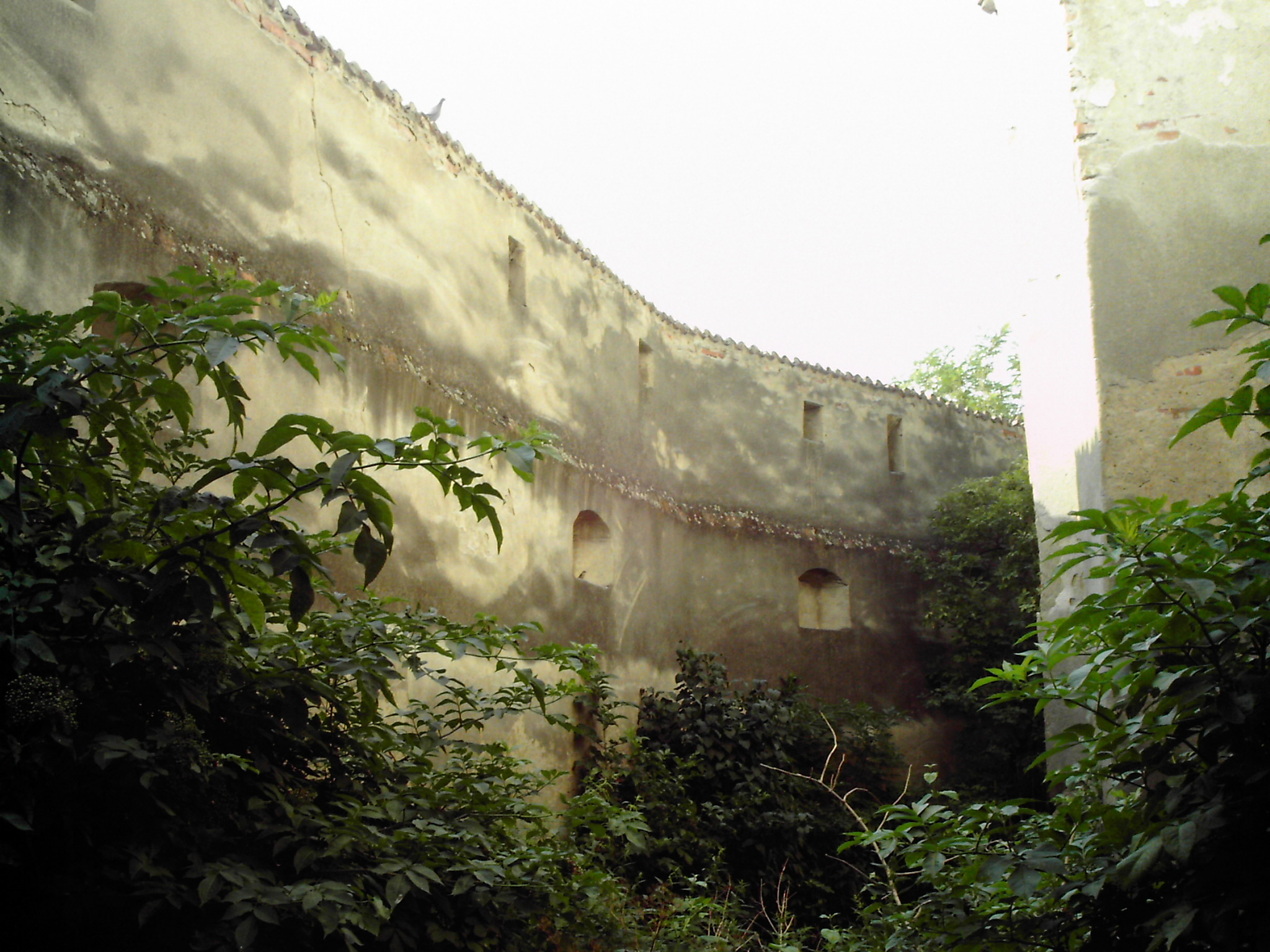
Az erődtemplom
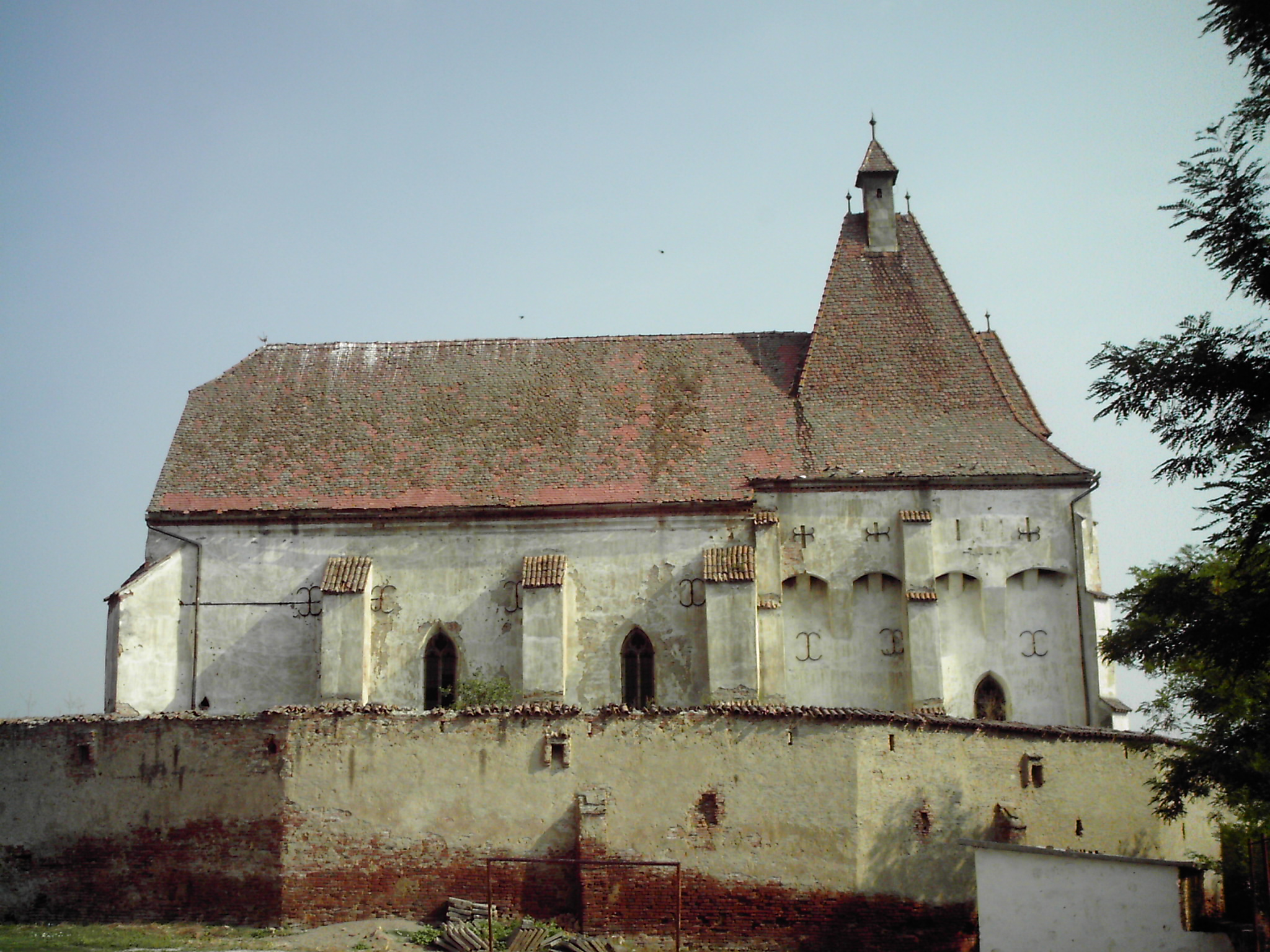
Az erődtemplom délről
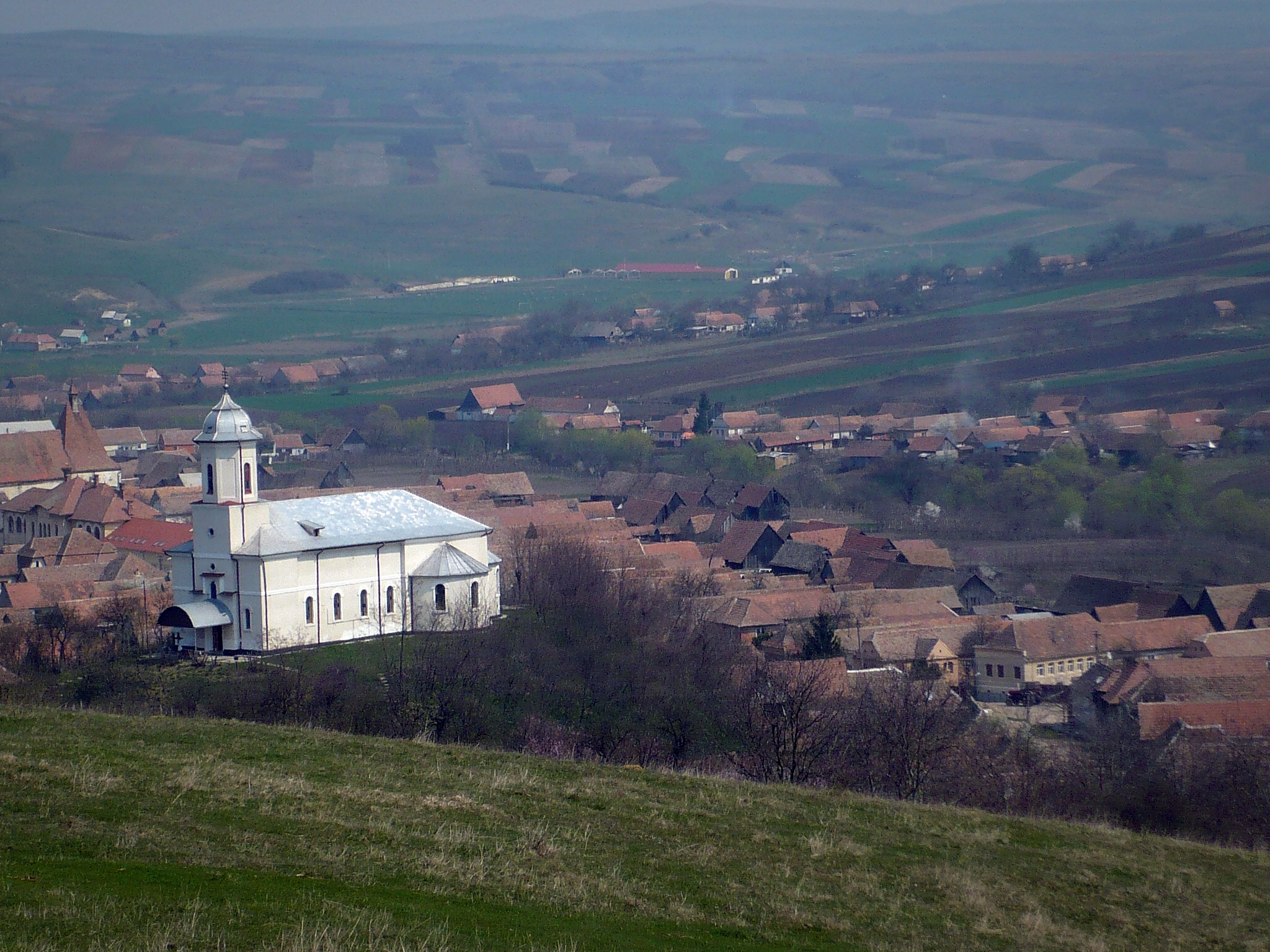
Az ortodox templom (1904–1908)
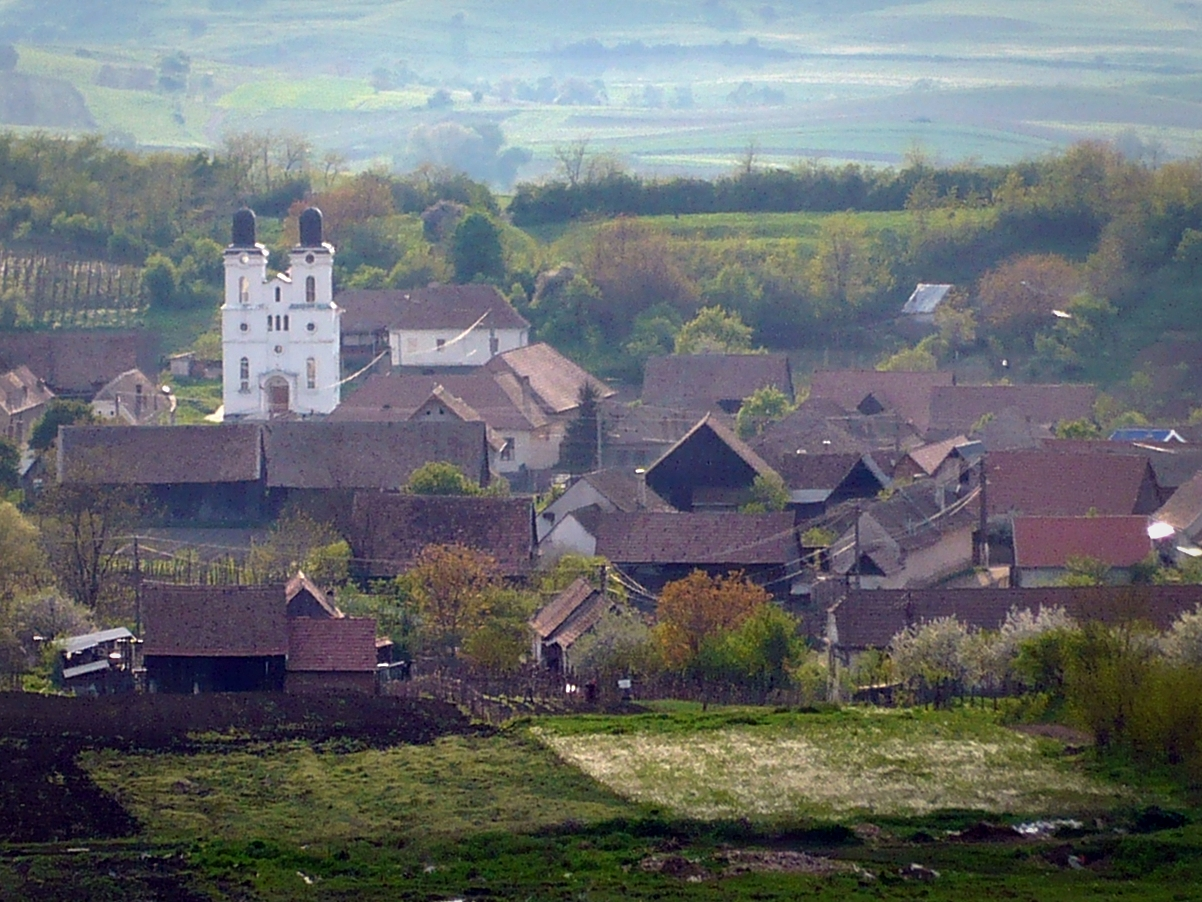
A görögkatolikus templom (1999–2001)